# Mableton
Mableton város az USA Georgia államában, Cobb megyében. Lakosainak száma 40 834 fő (2020. április 1.).

## Népesség
A település népességének változása:

| 2010 | 37 115 |
| 2020 | 40 834 |